# 太陽半径
太陽半径（たいようはんけい、英: Solar radius）とは、天文学において、恒星の大きさを表すための単位である。
その名の通り太陽の半径であって、
{\displaystyle R_{\odot }=6.960\times 10^{8}{\hbox{ m}}=0.00464912633{\hbox{AU}}} (天文単位)
で与えられる。これは地球の半径の約109倍である。

## 比較
地球・月系での比較を行うと、地球と月との距離が平均約384,400kmであり、太陽半径の55％である。もし地球の代わりに太陽を置くと、月は太陽の中に埋没する。仮に太陽の大きさが本来の半分ならば、月は太陽の表面の外側に貼りついた球状の天体となる。

## 見かけの大きさ
地球から見ると、太陽の視半径は16'であるから視直径は32'、すなわち0.53度である。地球軌道が楕円であることにより生じる距離の変化は1.7％であるが、これによって地球が近日点を通過する時（1月初旬）には、視直径が32'32”となる一方、遠日点（7月初）には、31'28”となる。この事は、月の見かけの位置が太陽の見かけの位置と重なり会う、非常に印象深い掩蔽現象である日食の見え方に関わってくる。

## 扁平率
理論上、太陽の赤道半径は子午線半径よりも大きい。これはゆっくりとだが太陽が自転していることに由来する。
この扁平率は非常に小さく、また非常に高温の表面であることから測定結果から判断するのは困難である。